# Autorità Malvestiti
L'Autorità Malvestiti fu la quarta Alta autorità della Comunità europea del carbone e dell'acciaio. Rimase in carica dal 15 settembre 1959 al 22 ottobre 1963.

## Presidente
- Piero Malvestiti ( Italia)

## Componenti dell'Autorità
Legenda:   [     ] Sinistra/Socialisti - [     ] Destra/Conservatori - [     ] Liberali
| Membro                   | Nazionalità | Incarico       |
| ------------------------ | ----------- | -------------- |
| Piero Malvestiti         | Italia      | Presidente     |
| Dirk Spierenburg         | Paesi Bassi | Vicepresidente |
| Johannes Linthorst Homan | Paesi Bassi | Vicepresidente |
| Albert Coppé             | Belgio      | Vicepresidente |
| Paul Finet               | Belgio      | Membro         |
| Roger Reynaud            | Francia     | Membro         |
| Pierre-Olivier Lapie     | Francia     | Membro         |
| Fritz Hellwig            | Germania    | Membro         |
| Heinz Potthof            | Germania    | Membro         |
| Karl-Maria Hettlage      | Germania    | Membro         |
| Albert Wehrer            | Lussemburgo | Membro         |